# Boku no Natsuyasumi
Boku no Natsuyasumi (яп. ぼくのなつやすみ Боку но Нацуясуми) — приключенческая видеоигра, выпущенная в 2000 году японской студией Millennium Kitchen и опубликованная Sony Computer Entertainment для игровой приставки PlayStation. Была разработана Кадзу Аябэ, выступившим также геймдизайнером и сценаристом. Игра повествует о мальчике по имени Боку. Во время летних каникул, в августе 1975 года, родители решили отправить мальчика в сельскую местность погостить к родственникам. В игре нет целей и миссий, игрок может свободно исследовать сельскую местность и решает, как Боку проведёт 31 день своих каникул.
Разработка Boku no Natsuyasumi началась в 1997 году, незадолго поле того, как Аябэ покинул компанию по разработке игр K-Idea, чтобы основать свою собственную студию Millennium Kitchen. Аябэ описывал свою игру, как «ностальгическое путешествие», основанное на его собственном опыте проведения летних каникул в сельской местности у родственников. Над дизайном персонажей работала Минэко Уэда, и задние фоны для локаций рисовала анимационная студия Kusanagi. В своей игре Аябэ совмещал трёхмерные модели персонажей в анимационном стиле и вручную нарисованные фоны.
Boku no Natsuyasumi хвалили за её визуальный стиль, ностальгическую атмосферу и художественное направление, хотя критики заметили, что амбиции разработчиков сдерживали аппаратные ограничения приставки PlayStation. Игра была признана культовой, хотя никогда не издавалась за пределами Японии. Игра выиграла приз New Wave Award на пятом вручении Japan Game Awards, а также приз Excellence Award  на третьем вручении на Japan Media Arts Festival. После успеха игры было выпущено три сиквела — Boku no Natsuyasumi 2 (2002), Boku no Natsuyasumi 3 (2007) и Boku no Natsuyasumi 4 (2009). Расширенный порт под названием Boku no Natsuyasumi Portable: Mushimushi Hakase to Teppenyama no Himitsu!! (яп. ぼくのなつやすみポータブル ムシムシ博士とてっぺん山の秘密!! Боку но Нацуясуми Portable: Мусимуси Хакасэ то Тэппэняма но Химицу!!) был выпущен в 2006 году для PlayStation Portable.

## Сюжет
Основное действие в игре происходит в августе 1975 года. Главный героем выступает семилетний мальчик Боку. На японском языке «боку» используется для обозначения себя в мужском роде, аналог «я» в русском языке. То есть мальчик в игре является аватаром игрока. Боку отправляется к своим родственникам в деревню на летние каникулы, чтобы его мама могла подготовиться к рождению второго ребёнка. Сюжет в игре преподносится, как воспоминания уже повзрослевшего героя, который выступает в роли рассказчика.
Боку останавливается в доме своей тёти по отцовской линии — Каору Сорано, её мужа-гончара Юсаку и двух их дочерей — 15-ти летней Моэ и восьмилетней Сирабэ. Боку гостит в комнате, явно оформленной для мальчика. В течение своего месячного отпуска, Боку занимается разными делами, развлекается и общается. Свои истории он записывает в дневнике. Однажды семью Сорано посещает священник и проводит обряд перед родовой святыней. Боку узнаёт, что у Каору и Юсаку есть покойный сын и Боку живёт в его комнате.
В предпоследний день каникул, пропадает Сирабэ и Боку находит её среди подсолнечного поля. Сирабэ, изначально реагировавшая отрешённо и раздражительно на мальчика признаётся, что не хочет, чтобы он уезжал. 31 августа прибывает отец Боку и забирает мальчика в город. Боку наблюдает, как семья Сорано машет ему напоследок. Взрослый Боку в роли рассказчика признаётся, что никогда не забудет это лето. Игра завершается эпилогом, показывающим дальнейшие 25 лет жизни Боку, в нём показываются разные сценарии в зависимости от действий игрока в процессе прохождения.

## Игровой процесс

Кадр из игры

Boku no Natsuyasumi — нелинейный симулятор или «ностальгическое приключение», как данный жанр описывали создатели. В нём игрок управляет мальчиком по имени Боку и решает, как он проведёт 31 день своих летних каникул.
Игрок должен принимать участник в ежедневных событиях, вроде радиогимнастики, завтрака, обеда и подготовки ко сну. Игра не навязывает никаких целей и позволяет проводить игроку остальное время по своему усмотрению. Боку может исследовать деревню, природную среду, ловить насекомых, ловить рыбок, поливать имопеи, общаться с местными жителями и запускать воздушного змея, игрок может может ничего не делать из вышеперечисленного. Окружающий мир представляет собой серию статичных сцен без прокрутки, внутриигровое время всегда сдвигается вперёд, когда Боку перемещается между сценами. Каждый день завершается тем, что Боку записывает события дня в свой фотодневник.
Боку становятся доступны новые локации через сюжетные события или действия игрока. Например Боку может тайно украсть топор дяди, чтобы попытаться срубить мёртвое дерево у реки. Выполнение этого действия течение трех отдельных игровых дней приводит к падению дерева и возможности использовать его, как мост через реку для доступа к новым локациям. Получив доступ к новым локациям, Боку становятся доступны новые активности и взаимодействия с неигровыми персонажами, например Боку может познакомится с группой мальчиков, которые приглашают Боку на бои с насекомыми, представленные в виде мини-игры или мальчик может встретиться со студентом университета, расследующим слухи о призрачном волке, скрывающемся в лесу.

## Создание

### Разработка
Boku no Natsuyasumi была разработана японской студией Millennium Kitchen, режиссёром, сценаристом и дизайнером игры выступил Кадзу Аябэ. Раннее Аябэ работал руководителем проекта и дизайнером в компании разработки игр K-Idea, покинул компанию в 1997 году и основал Millennium Kitchen, взявшись за разработку Boku no Natsuyasumi. Аябэ назвал два ключевых фактора, подтолкнувших его на разработку Boku no Natsuyasumi. Он вспоминал, как в периоды напряженных работ провёл каникулы в родовом поместье у родственников в сельской местности. Тогда Аябэ пришла идея создать игру о летних каникулах. Второй причиной стал интерес к рейв-вечеринкам с техно и хаус-музыкой, которые разработчик посещал летом 1997 года в отдалённых местах, вроде гор или пляжа. Аябэ нравилось в эти моменты чувствовать себя «пещерным человеком» в отдалении от цивилизации.
Ayabe с самого начала обратился к Sony Computer Entertainment с просьбой профинансировать и опубликовать Boku no Natsuyasumi, утверждая, что его игра нацелена на аудиторию его ровесников — людей в районе 30 лет. Тогда проектом заинтересовалась художница Минэко Уэда. Сама Уэда была известна тем, что создавала изображения для упаковок продукции Lion Corporation, по факту она раннее никогда не встречала Уэду, но Аябэ сообщила Уэде об одобрении проекта руководством Sony, и что она хотела бы принять участие в разработки игры. Аябэ позже вспоминал, что Sony и Аябе согласились с концепцией игры в тот же день. Позже Аябэ узнал, что был третьим человеком, предлагавшим игру про летние каникулы и компания решила, что раз эту идею так часто проталкивают, значит она может вызвать интерес у игровой аудитории.
За исключением программирования и звукового дизайна, почти вся разработка игры велась сотрудниками Millennium Kitchen.. Хотя игра формально разрабатывалась подразделением Sony — SIE Japan Studio, Аябэ заметил, что их сотрудники почти не вмешивались в ход разработки и ограничились предложением добавить шоссе в игровой мир.

### Сеттинг

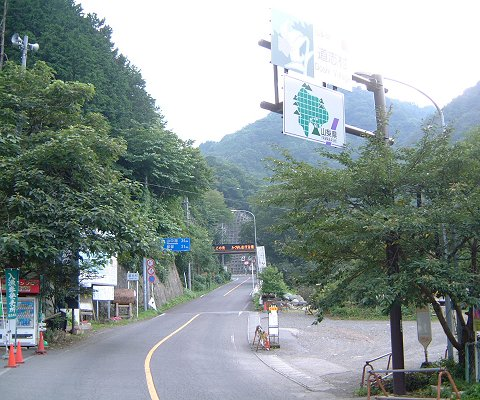
Игровые локации создавались по образу Цукиёно, в префектуре Яманаси. Автобусная остановки на фото также появляется обратной стороне инструкции для игры.

Игровой мир Boku no Natsuyasumi создавался по образу поселения Цукиёно, расположенного в префектуре Яманаси, в 110 километрах на западе от Токио. Аябэ описывал игровой мир, как типичную японскую сельскую локацию, в которой побывали многие японцы во время  летних каникул. Представители Millennium Kitchen для наведения справок, совершили поездки по разным сельским локациям, включая Цукиёно, Титибу и Масико. Аябэ также собрал собственные фотографии, созданные в его детстве, во время летних каникул, проведённых в Хоккайдо. Он выступил дизайнером карты мира и зданий в игре.
Изначально действие в игре должно было происходить в конце 1940-х годов и 1950-х. По мере разработки, Аябэ решил, что игра станет более интересной в сеттинге 1970-х годов. Он выбрал август, заметив, что этот месяц связан предчувствием окончания каникул после Обона и заметил, как чувство печали также было вплетено в сюжет игры, особенно во второй его половине

### Графика и стиль
В художественном плане Boku no Natsuyasumi представляет собой серию статичных и вручную нарисованных игровых сцен, по которым перемещаются трёхмерные модели персонажей в стиле старой японской мультипликации. Задние фоны для игры нарисовала студия Kusanagi, известная за создание начальных титров для аниме-сериала Sazae-san. Аябэ при создании сцен упоминал, что вдохновлялся работами режиссёра Ясудзиро Одзу, в частности он упоминал так называемые «подушечные снимки», когда, в фильмах Ясудзиро камера после пропадания человека из кадра может ещё а несколько секунд задерживаться на пейзаже или другой сцене, такой же трюк присутствует в игре. При создании задних фонов, Millennium Kitchen в качестве справочного материала собрала несколько сотен изображений облаков. Аябэ с сарказмом заметил, что другие компании связывались с ними для поиска качественных фотографий с облаками, потому, что знают, что «у них много подобного материала». Например одно из изображений с облаком взяла компания Clap Hanz для обложки своей игры Everybody's Golf 3.
За дизайн персонажей отвечала иллюстратор Минэко Уэда. В персонажах Boku no Natsuyasumi прослеживается фирменный анимационный стиль Уэды, который также можно встретить в коммерческой продукции. Задача Уэды заключалась в том, чтобы изобразить обычных людей. Единственный раз, когда Уэда попыталась пересмотреть дизайн персонажа — был пожилой хиппи с длинными волосами и банданой. Она хотела, чтобы его дизайн напоминал 1970-е годы, в которых происходит основной сюжет, но разработчики настаивали на том, чтобы придать персонажу более «обычный» облик.

### Аудио
Музыку к игре написал Акико Укаи. В качестве музыкальной темы была выбрана песня фолк-исполнительницы Рёко Мориямы — Kono Hiroi Nohara Ippai. Все звуковые эффекты были записаны во время поездки в сельские области. Их записью занималась та же команда от Sony, что работала над серией Gran Turismo. Аябэ заметил, что команда в том числе записала очень тихие звуки, вроде звуков летающих бабочек или пчёл, но эти записи невозможно было правильно встроить в игру из-за аппаратных ограничений PlayStation.

## Выход
Boku no Natsuyasumi была выпущена 22 июня 2000 года в Японии для приставки PlayStation, через несколько месяцев после выпуска приставки следующего поколения  PlayStation 2. Игра никогда не выпускалась за пределами Японии, хотя 2021 году объявлялось о разработке английской фанатской локализации. Изначально игру планировалось выпустить летом 1999 года, но игровые продюсеры пожелали включить в игру рыбалку и релиз был отложен на осень 1999 года, затем представители Sony не захотели выпускать осенью игру про летние каникулы и решили передвинуть релиз на лето 2000 года. После этого решения, у разработчиков появилось ещё три — четыре дополнительных месяца на разработку, которые были потрачены на улучшение сценариев событий и звукового дизайна.

### Порт
29 июня 2006 года был выпущен расширенный порт для PlayStation Portable под названием Boku no Natsuyasumi Portable: Mushimushi Hakase to Teppenyama no Himitsu!! (яп. ぼくのなつやすみポータブル ムシムシ博士とてっぺん山の秘密!! Боку но Нацуясуми Portable: Мусимуси Хакасэ то Тэппэняма но Химицу!!, «Мои летние каникулы Portable: Профессор по насекомым и тайна горы Тэппэн!!»). Аябэ сравнивал порт с режиссёрской версией Boku no Natsuyasumi, поскольку он мог доработать существующий контент и добавить новый. В порту были представлены три новых неигровых персонажа, было удвоено количество насекомых, которых можно поймать и введена возможность торговать насекомыми через функцию беспроводной связи в PlayStation Portable.
В 2016 года было анонсирован порт игры для мобильных устройств на пресс-конференции Sony, посвященной запуску дочерней компании ForwardWorks, специализирующейся на выпуске мобильных игр, но по состоянию на 2024 год игра так и не была выпущена.

### Продолжения
После успеха игры было выпущено три сиквела — Boku no Natsuyasumi 2 для PlayStation 2 в 2002 году,  Boku no Natsuyasumi 3 для PlayStation 3 в 2007 году и Boku no Natsuyasumi 4 для PlayStation Portable в 2009 году. Каждая игра предлагает схожий геймплей и одну и тоже историю в немного разных итерациях, где главный герой по имени Боку проводит каникулы в 1975 году в семье дяди в сельской местности, так как мать мальчика готовится родить ребёнка. В четвёртой части основное действие происходит уже летом 1985 года. Boku no Natsuyasumi 3 стала последней игрой серии, затем Аябэ разрабатывал игры с похожим игровым процессом но по чужим франшизам. Так, в 2013 году для 3DS была выпущена игра Attack of the Friday Monsters! A Tokyo Tale, а в 2021 году — Shin-chan: Me and the Professor on Summer Vacation.
В 2023 году для Nintendo Switch была выпущена игра Natsu-Mon: 20th Century Summer Kid, её разрабатывала студия Millennium Kitchen под руководством Аябэ. Хотя эта игра не позиционирует себя, как часть франшизы Boku no Natsuyasumi, по своей структуре и сюжету она в целом идентична вышеописанным играм. Изначально Аябэ не задумывал создавать франшизу, но обнаруживал, как очередная приставка следующего поколения позволяла внедрить всё больше больше раннее недоступных игровых возможностей, что становилось главным стимулом к разработке сиквелов.
- Boku no Natsuyasumi 2 для PlayStation 2 вводит возможность плавать, кататься на велосипеде, получать солнечные ожоги, коллекционировать игрушечных динозавров, собирать деньги и на них покупать сладости. Основное действие происходит в посёлке Футо, при городе Ито в префектуре Сидзуока. Дядя Боку владеет гостевым домом.
- Boku no Natsuyasumi 3 для PlayStation 3 вводит возможность доить коров, кататься на санках, танцевать под звуки бубна, стать стеклодувом, писать хайку и принимать участие в плавательных соревнованиях. Основное место действия происходит в семье дяди, который держит собственную ферму в Хоккайдо.
- Boku no Natsuyasumi 3 для PlayStation Portable вводит игру на барабане тайко, вызов других детей на дуэли с механическими игрушками, цирк жуков и несколько настольных игр. Основное место действия происходит у города Ономити, префектуре Хиросимы. Дядя Боку работает в верфи.

## Восприятие и влияние
[Boku no Natsuyasumi] заново открывает окно в ностальгию для выросшего поколения, но делает это щедро и с уважением — там нет символического сдувания пыли со старого фотоальбома или сообщения о том, «как раньше было лучше». Это во многом необычная история о том, как маленький мальчик проводит каникулы, и хотя это представлено в образе воспоминаний, игра отражает мировоззрения мальчика того времени.
Согласно журналу Ueda, к февралю 2001 года было продано примерно 130,000 копий  Boku no Natsuyasumi, что можно было воспринимать, как коммерческий успех. Игра широко освещалась в японской прессе, в том числе на японских телеканалах NHK и TV Tokyo, общественные СМИ со слов Уэды воспринимали игру, как социальный феномен. Редакция Famitsu присвоила игре 28 баллов из 40, похвалив её за визуальный стиль и нелинейный геймплей, но заметив, что амбиции игры были сдержаны техническими ограничениями приставки PlayStation. Тосихиса Минами из редакции журнала Game Hihyō дал похожую оценку игре, похвалив её за расслабляющую атмосферу, но раскритиковав за ограниченный геймплей, указав не недоступность многих очевидных взаимодействий, вроде возможности поплавать или взобраться на дерево. Минами также раскритиковал метод «танкового управления», когда игрок управляют движением относительно положения персонажа, а не с перспективы игровой камеры. Сам Аябэ назвал первую игру в серии Boku no Natsuyasumi его любимой, описывая её, как «самую сентиментальную» часть и то. Он признался, что в игре есть элементы, которые по ощущению кажутся незавершёнными, но эту чувство незавершённости ему нравилось.
Игра была признана культовой классикой как в Японии, так и за её пределами, несмотря на отсутствие официального релиза за пределами Японии. Рей Барнхольт, критик журнала Unwinnable заметил, что хотя игра сама по себе не выдающаяся, она знакомит западного зрителя с неизменными атрибутами японских летних каникул, вроде «непрерывного щебета цикад, ловли насекомых, светлячков, местных японских фестивалей, и чертовски большим количеством подсолнечников». Он похвалил Boku no Natsuyasumi за то, что она рассказала историю, на которую не решалась прежде ни одна коммерческая игра. Курт Калата с журнала Hardcore Gaming 101 написал, что открытые элементы игры способны вызвать ностальгию даже у тех игроков, которые никогда не видели сельскую Японию.
Ностальгическую атмосферу и художественное направление игры хвалили ряд японских торговых фирм. Академик Academic Уильям Хубер описал Boku no Natsuyasumi, как пример характерной для японской культуры концепции моно но аварэ в видеоиграх, заметив, как ностальгия связывает игру с традицией кино и литературы. «Это изображение не только сельского лета, потерянного для большинства японских городских жителей, но и воспоминание о потерянном детстве».
Исследовательница видеоигр Агата Вашкевич назвала Boku no Natsuyasumi наряду с такими играми, как Harvest Moon (1996) и Animal Crossing (2001) прародительницами жанра уютных игр, для которых типичен нелинейный и лишённый насилия или соревнования геймплей, атмосфера уюта, эскапизма. Такие игры начали появляться в 2010-х годах вместе с популяризацией казуальных игр. Адеш Таплиял с сайта Polygon аналогично  назвал три вышеописанные игры, а также Shenmue (1999) частью тренда на изображение повседневности в японском геймдеве в конце 1990-х годов.
Boku no Natsuyasumi связана с возникновением игрового жанра «summer vacation game». В последующие года выходили игры с похожим геймплеем и темой, например  Inaka Kurashi для the PlayStation 2 или Houkago Shonen for the Nintendo DS. Аябэ неоднозначно реагировал на релизы этих игр, заметив, что «нормально мимикрировать способ подачи истории, но не круто мимикрировать время, обстановку и целевую аудиторию». Ведутся споры относительно игры под названием Summer Days, разработанной в одиночку Такэси Сакаем и вышедшей для классической MacOS в 1999 году. Ходили неподтверждённые слухи, что Сакай собирался подать в суд на Millennium Kitchen за плагиат, но этого не произошло.

### Награды и номинации
В 1999 году, Boku no Natsuyasumi была представлена не третьем фестивале Japan Media Arts и вошла в число финалистов премии Excellence Award, уступив Seaman. На пятой церемонии Japan Game Awards в 2000 году, Boku no Natsuyasumi была удостоена премии Package Design Award, а также получила премию New Wave Award наряду Phantasy Star Online и Kirby Tilt 'n' Tumble.
В 2015 году, по итогам опросов японской общественности поисковой системой Goo, Boku no Natsuyasumi была признана третьей лучшей игрой на PlayStation, уступив Final Fantasy VII и Resident Evil.

### Ошибка 32 августа
После выпуска Boku no Natsuyasumi, некоторые игроки сталкивались с внутриигровой ошибкой, из-за которой игра не завершалась в день 31 августа, а продолжалась 32, 33 августа итд. Поскольку запуск этих дней не был предусмотрен разработчиками, в том числе в них нет сюжетных событий, игра становилась нестабильной и выдавала различные игровые и визуальные ошибки, в том числе объекты с искажёнными текстурами или модели персонажей с отсутствующими конечностями. Эта ошибка приобрела популярность японском интернете и стала локальным мемом. В частности видео с «несуществующими днями» загружались в японский видеохостинг Niconico и с помощью звукового сопровождения и видеомонтажа им придавали эстетику фильмов ужасов. Аябэ признался, что включение глюка в игру было не преднамеренным, но «немного горд» за то, что он привлёк такой интерес у интернет-пользователей. 